# Marc Van Cauteren
Marc Van Cauteren (Temse, 2 november 1949) is een voormalig Belgisch journalist en redacteur.

## Levensloop
Van Cauteren is van opleiding licentiaat toegepaste economische wetenschappen. 
In 1973 ging hij aan de slag op de economie-redactie van De Standaard, waar hij in 1984 doorgroeide tot eindredacteur en vervolgens chef van de reportageploeg. In 1989 werd hij aangesteld als adjunct-hoofdredacteur van Het Nieuwsblad. 
In 1995 maakte hij de overstap naar de De Financieel-Economische Tijd, waarvan hij eveneens adjunct-hoofdredacteur werd. In november 1999 volgde hij Hans Maertens op als hoofdredacteur van deze krant. Onder zijn bewind veranderde het dagblad in november 2003 van naam en ging voortaan door het leven als De Tijd. Eind januari 2006 werd hij als hoofdredacteur van deze krant opgevolgd door Frederik Delaplace.
Vervolgens ging Van Cauteren aan de slag als adviseur van Dirk Remmerie.